# Kodeks 0301
Kodeks 0301 (Gregory-Aland no. 0301) – grecki kodeks uncjalny Nowego Testamentu na pergaminie, datowany metodą paleograficzną na V wiek. Rękopis jest przechowywany w Oslo. Tekst rękopisu jest wykorzystywany w niektórych współczesnych wydaniach greckiego Nowego Testamentu. 

## Opis
Zachował się fragment 1 pergaminowej karty rękopisu, z greckim tekstem  Ewangelii Jana (17,1-2.2-4). Karta kodeksu ma rozmiar 6,8 na 7 cm. Tekst jest pisany jedną kolumną na stronę, 17 linijek tekstu na stronie. 

## Historia
Rękopis powstał prawdopodobnie w Egipcie. INTF datuje rękopis 0301 na V wiek . 
Fragment jest cytowany w wydaniach greckiego Nowego Testamentu Nestle-Alanda (NA27, NA28). Nie jest cytowany w czwartym wydaniu Zjednoczonych Towarzystw Biblijnych (UBS4). 
Rękopis jest przechowywany w Kolekcji Schøyena (1367) w Oslo . 